# Paracyphoderus dimorphus
Genre
Espèce
Synonymes
- Cyphoderus dimorphus Silvestri, 1910

Paracyphoderus dimorphus, unique représentant du genre Paracyphoderus, est une espèce de collemboles de la famille des Lepidocyrtidae.

## Distribution
Cette espèce se rencontre en Amérique centrale et au Mexique.

## Description
La femelle mesure 1,75 mm.

## Publications originales
- Silvestri, 1910 : Della Trigona cupira e di une ospiti del Suelo nido nel Messico. Bollettino del Laboratorio di zoologia generale e agraria della R. Scuola superiore d'agricoltura in Portici, vol. 5, p. 65-71 (texte intégral).
- Delamare Deboutteville, 1948 : Recherches sur les collemboles termitophiles et myrmécophiles (écologie, éthologie, systématique). Archive de Zoologie Expérimentale et Générale, vol. 85, p. 261-425.